# Kolegium jezuitów w Mińsku

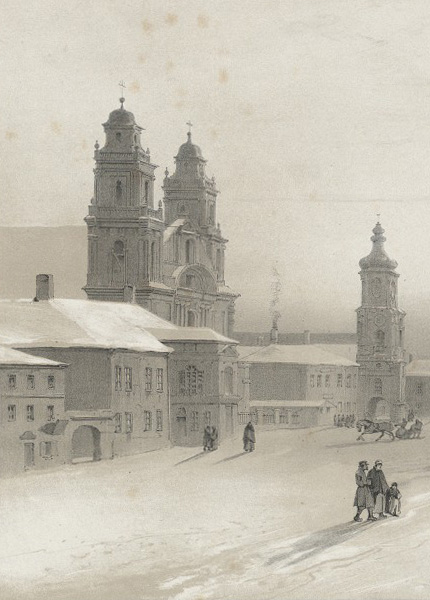
Kościół jezuitów i na prawo od niego Kolegium Jezuitów na ilustracji z początku XIX wieku

Kolegium jezuitów w Mińsku (łac. Collegium Minscense Societatis Jesu, biał. Мінскі езуіцкі калегіум, Minski jezuicki kalehium, ros. Минский иезуитский коллегиум, Minskij ijezuitskij kollegium) – zespół klasztorny jezuitów w Mińsku. W jego skład wchodził kościół, budynek klasztorny, szkoła (prowadzona przez jezuitów w okresie 1656–1773) i późniejsze pomieszczenia konsystorialne. Mińska szkoła jezuitów zapewniała wykształcenie w zakresie nauk humanistycznych.
Jezuici przybyli do Mińska w 1654 roku. Na ich siedzibę przeznaczono dwór na rogu ulicy Kojdanowskiej i Wysokiego Rynku. Z czasem posiadłość zakonna była poszerzana i rozbudowywana, aż przed kasatą jezuitów w 1773 roku obejmowała niemal cały kwartał w południowo-wschodniej części Wysokiego Rynku. Zespół kolegium jezuickiego zbudowano w miejscu drewnianej zabudowy w latach 1733–1739. Większą część zespołu zniszczono podczas przebudowy miasta po drugiej wojnie światowej. Do naszych czasów zachował się kościół pojezuicki, będący archikatedrą archidiecezji mińsko-mohylewskiej, i część jednego z budynków, gdzie – po modernizacji – mieści się liceum muzyczne.

## Lokalizacja

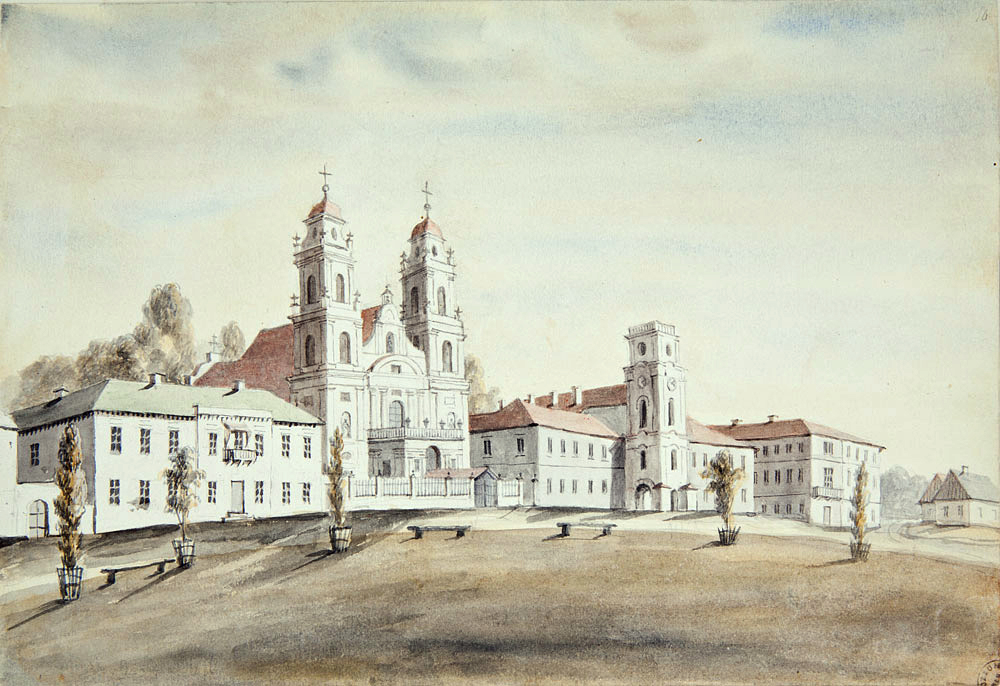
Szkoła, kościół i Kolegium jezuitów na obrazie Napoleona Ordy

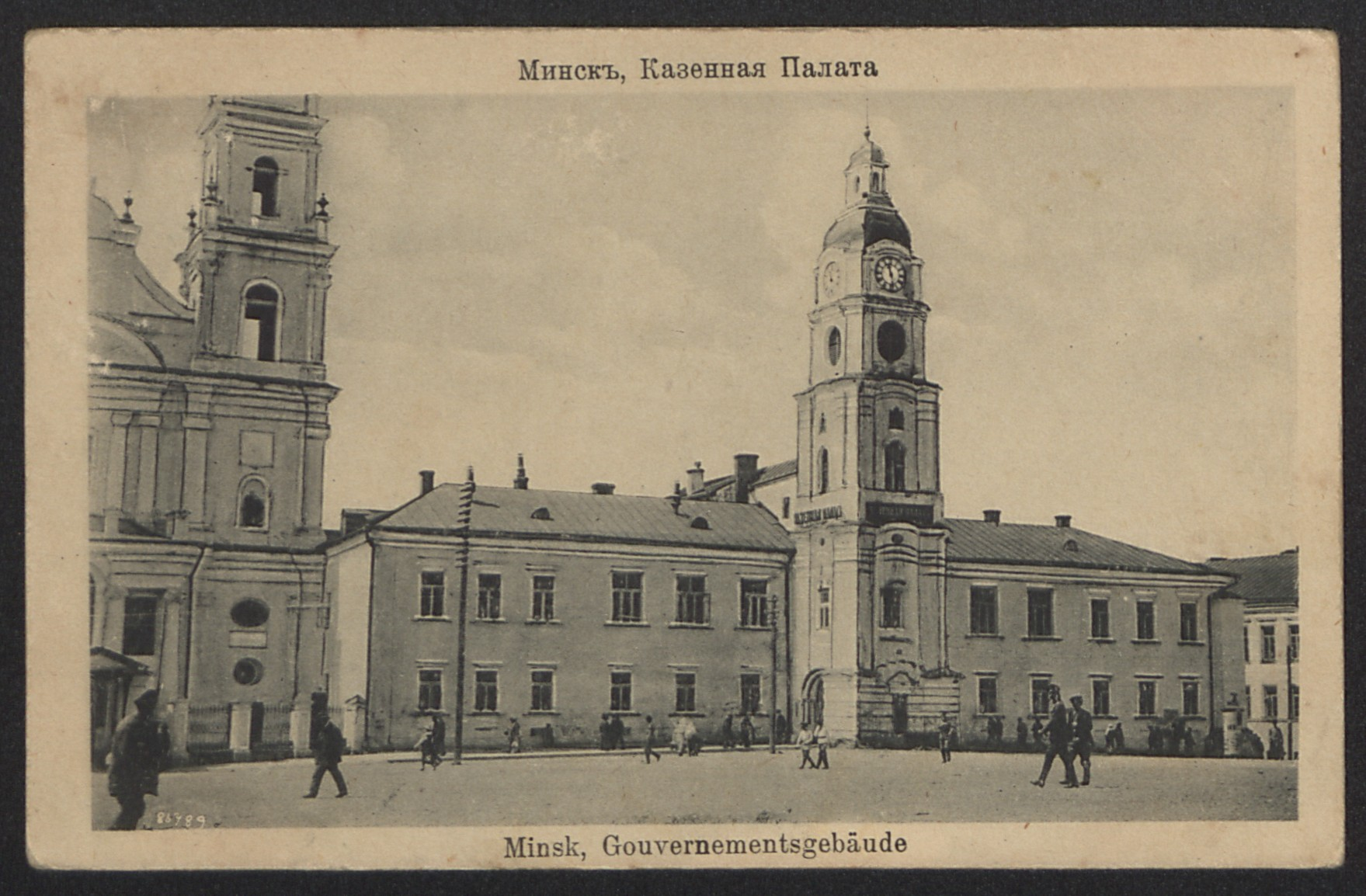
Kolegium Jezuitów na pocztówce z początku XX wieku

Zespół klasztorny ulokowany był w południowo-wschodniej części mińskiej dzielnicy Wysoki Rynek. Znajdował się w kwartale ograniczonym od północnego wschodu Wysokim Rynkiem (obecnie Plac Swabody), od południowego wschodu – ulicą Zborową (obecnie Internacjonalna), od południowego zachodu – ulicą Felicjańską (obecnie Komsomolska), od północnego zachodu – ulicą Kojdanowską (obecnie Rewolucyjna). Kościół pojezuicki od 1993 roku pełni funkcje kościoła katedralnego archidiecezji mińsko-mohylewskiej (Plac Swabody 9). W jednym z budynków byłego kolegium jezuickiego (Plac Swobody 7) znajduje się obecnie Republikańskie Gimnazjum-Koledż przy Białoruskiej Państwowej Akademii Muzycznej. Podarowany jezuitom w 1656 roku pałac Hegera mieścił się na ulicy Kojdanowskiej (obecnie Rewolucyjna 1).

## Historia
Według historyka zakonnego jezuitów, Franciszka Rzepnickiego, jezuici przybyli do Mińska w pierwszej połowie XVII wieku. Sprowadził zakonników do miasta w 1631 roku książę Paweł Sanguszko, ufundowawszy im kościół i kolegium. Inne źródła podają rok 1654, gdy biskup smoleński książę Hieronim Sanguszko nadał mińskim jezuitom stały fundusz. Od mieszczanina Jegora Hegera kupił dla nich murowany pałacyk na rogu ulicy Kojdanowskiej i Wysokiego Runku, który zakonnicy przeznaczyli na swoją siedzibę. W początkowym okresie działalności zakonników w Mińsku ich wspólnota miała status misji zależnej od kolegium w Nieświeżu. W 1686 roku jezuici otrzymali status rezydentów, w 1714 roku – kolegium, co było wyznacznikiem wysokiego poziomu szerzonej przez nich oświaty.
Budynki rezydencji do końca XVIII wieku były systematycznie modernizowane. Dzięki darom Ogińskich i Brzostowskich jezuici wznieśli drewniany budynek szkoły i kościół. Placówka edukacyjna w ciągu wieku działalności jezuitów w Mińsku zmieniała swoją lokalizację. Do 1699 roku w miejsce drewnianej szkoły wzniesiono murowaną. Dnia 24 kwietnia 1700 roku uroczyście poświęcono kamień węgielny nowego murowanego kościoła. 16 kwietnia 1710 roku biskup wileński Konstanty Kazimierz Brzostowski konsekrował świątynię pod wezwaniem Jezusa, Maryi Panny i Św. Barbary. W 1716 roku stary kościółek został przystosowany pod szkołę. W 1723 roku ówczesny rektor Jakub Wołodkowicz zainicjował budowę murowanego gmachu, który budowano z przerwami w latach 1733–1739 i 1748.
W 1723 roku rozpoczęła się przebudowa domu Hegera i wznoszenie przy północno-zachodnim rogu kościoła murowanego dwukondygnacyjnego budynku, w którym znajdowały się pokoje profesorów i magistrów. Później równolegle do ulicy Kojdanowskiej dobudowano do niego trzykondygnacyjne skrzydło, gdzie znalazły się między innymi kuchnia i refektarz. Ostateczny wygląd zespołu uformował się w latach 1733–1738, a w 1739 roku zakończono budowę wieży zegarowej. Znajdowała się ona na środku fasady od strony Wysokiego Rynku. W 1749 roku obok kościoła pojawił się budynek apteki z pomieszczeniami do przygotowywania lekarstw, wzniesiono też zabudowania gospodarcze i pomocnicze. W 1746 roku od strony Kojdanowskiej zbudowano trójkondygnacyjny budynek mieszczący kuchnię, 6 pokoi i ozdobny refektarz. W tym czasie w kolegium jezuitów wykładano retorykę, poezję, syntaktykę, gramatykę, teologię, język hebrajski, etykę, matematykę, fizykę, logikę, metafizykę. Działał szkolny teatr i najlepsza w mieście biblioteka. W 1770 roku przebudowany został budynek szkoły. W 1773 roku bulla papieska skasowała zakon jezuitów. Kościół otrzymał rangę parafialnego. Na bazie kolegium utworzono sześcioletnią, świecką szkołę powiatową, podlegającą Komisji Edukacji Narodowej.
Po drugim rozbiorze w 1792 roku Mińsk znalazł się w granicach Imperium Rosyjskiego. W 1793 roku budynek szkolny został zajęty na siedzibę gubernatora. Po 1798 roku, gdy została erygowana rzymskokatolicka diecezja mińska, w obrębie kolegium, na wysokości katedralnej absydy, wzniesiono trzykondygnacyjny gmach na potrzeby konsystorza. Do 1820 roku kolegium zajmowały urzędy, następnie magistrat miasta, a od 1852 roku – skarbiec. Wieża kolegium stała się wieżą obserwacyjną straży pożarnej.
W okresie Białoruskiej Socjalistycznej Republiki Radzieckiej w pojezuickich budynkach mieściły się urzędy państwowe. Zarówno wieża przed kolegium, jak i sam budynek klasztorny, zostały spalone w czasie drugiej wojny światowej i ostatecznie zburzone w latach pięćdziesiątych. W 1951 roku przebudowano katedrę na kompleks sportowy towarzystwa „Spartak”: rozebrano kościelne wieże, dobudowano do katedry nową fasadę w stylu „klasycyzmu stalinowskiego”, zniszczono figurowy attyk nad absydą, kopuły nad bocznymi kaplicami; wnętrze świątyni podzielono stropami na kilka pięter. Budynek byłej szkoły jezuickiej (późniejsza siedziba gubernatora) w 1968 roku został przebudowany i zmodernizowany w czterokondygnacyjny gmach i przeznaczony na szkołę muzyczną. 15 grudnia 1993 roku kościół pojezuicki został zwrócony wiernym. Jego wygląd zewnętrzny przywrócono do pierwotnego kształtu. Trwają prace restauratorskie nad wnętrzem świątyni.

## Uposażenie
W 1656 roku Hieronim Sanguszko nadał jezuitom uposażenie w wysokości 80.000 złotych polskich, dobra Krupka (później fundusz został przeniesiony na dobra rakowskie) oraz nabył dla nich kamienicę od obywatela mińskiego Hegera za cenę 5000 złotych. Po śmierci fundatora jego spadkobiercy ograniczyli fundusz do 7000 złotych oraz pozostawili jezuitom kamienicę, dlatego w drugiej połowie XVII wieku w Mińsku z powodu braku środków finansowych działało jedynie dwóch zakonników. Przez dwadzieścia sześć lat utrzymywali się z jałmużny. W 1682 roku wojewoda trocki, Cyprian Brzostowski, z małżonką Rachelą z Duninów-Rajeckich zapisali jezuitom mińskim 50.000 złotych polskich na dobrach Niżyce. Rok później Marcjan Ogiński, kanclerz litewski, z żoną Izabelą z Hlebowiczów powiększyli fundusz o kolejne 50.000 złotych na dobrach posagowych Ogińskiej – Hliwinie i Upierowiczach. Później przekazali zakonnikom te dobra na własność. Za pieniądze z uposażenia jezuici wznieśli gmach klasztorny, w którym otworzyli szkołę. Nadane jezuitom uposażenie potwierdziła uchwała sejmowa z 1683 roku. Po śmierci Ogińskich zakonnicy zostali uwikłani w proces sądowy ze spadkobiercami fundatorów, którzy domagali się zwrotu nadanych majątków. Dopiero klątwa, rzucona na spadkobierców przez biskupa wileńskiego Konstantego Brzostowskiego, spowodowała wycofanie się spadkobierców z roszczeń.
W 1700 roku jezuici rozpoczęli budowę kościoła. W 1701 roku jezuita Antoni Brzostowski, brat Konstantego Brzostowskiego, zapisał na ten cel 14000 złotych. Jan Filipowicz, kanonik smoleński, przeznaczył 2000 złotych, Jerzy Furs zapisał wieś Wiśniankę. W 1705 roku podczas Trybunału Głównego Wielkiego Księstwa Litewskiego, który odbył się w Mińsku, szlachta zebrała 50000 złotych. Na wykończenie świątyni Cieklewicz i Juniewicz przekazali jezuitom 1000 złotych. Jakub Wołodkowicz ufundował kaplicę dla uczącej się młodzieży, Franciszek Wołodkowicz pokrył koszt budowy ołtarza św. Stanisława Kostki. Kanonik smoleński Mikołaj Przeradowski ofiarował 500 dukatów na budowę ołtarza św. Ignacego Loyoli i organów, a także przekazał zakonnikom drewnianą rzeźbę Najświętszej Panny. Sędzia grodzki miński Adam Swołyński ufundował ołtarz św. Jana Chrzciciela. Biskup wileński Konstanty Brzostowski ofiarował cudowny obraz Najświętszej Panny wraz z dwoma szatami ze złota i pereł, a także kilka ornatów, obrazy świętych Antoniego Padewskiego, Teresy i Franciszka Serafickiego oraz 200 ksiąg do biblioteki zakonnej. W 1713 roku wojewoda miński Krzysztof Zawisza ufundował w kościele kaplicę, do której przekazał ciało św. Felicjana z Rzymu. W 1730 roku pogodzone dzięki staraniom zakonników rody Zawiszów, Bykowskich i Wołodkowiczów ofiarowały kościołowi jezuickiemu srebrne obicie do trumny z ciałem św. Felicjana i srebrną lampę, a także przekazali fundusze na podwyższenie wież kościelnych, tynkowanie i pobielenie świątyni oraz dzwony i zegar. W 1732 roku Fursowie zapisali jezuitom folwark za ulicą Tatarską o powierzchni 5 włók (około 83,98 ha), nazwany przez zakonników Ludimontem, tj. miejscem zabaw, i przeznaczony na odpoczynek dla młodzieży.
Roczny dochód zakonników w 1685 roku wynosił 2000 złotych polskich, w 1705 roku – 5000 złotych, w 1749 roku – 4000 złotych. Przed kasatą zakonu w 1773 roku jezuici mińscy posiadali 54 folwarki we wsiach Hać, Hliwin, Upierowicze, Pruszkowicze, Ślepianka i Usa. Ponadto dochód przynosiły obszary leśne i orne o powierzchni około 500 włók (około 8398,08 ha). Całkowity dochód z majątków wynosił rocznie 72000 złotych.

## Architektura
Układ architektoniczny kolegium jezuickiego był charakterystyczny dla mińskiego baroku w dobie jego rozkwitu (połowa XVII–lata trzydzieste XVIII wieku). Elementy kompleksu, związane z życiem klasztornym, miały prosty surowy kształt. Kontrastowała z nimi wzniosła fasada świątyni.
Rezydencja jezuitów mińskich znajdowała się w wykupionym od mieszczana Jegora Hegera dworze, otoczonym wysokimi kamiennymi murami z kilkoma bramami. Ulokowana była po prawej stronie kościoła (obecnie ulica Rewolucyjna 1). Za murami mieściły się budynki gospodarcze: drewniany dom, stajnia, browar, spichlerz. Dominującą pozycję dworu był niewielki pałacyk, zorientowany fasadą ku placowi. Nakryty był czterospadowym dachem gontowym z trzema żelaznymi pozłacanymi wiatrowskazami. Każdy z wiatrowskazów przedstawiał św. Jerzego Zwycięzcę, walczącego włócznią ze smokiem. Czwarty wiatrowskaz znajdował się nad gankiem i przedstawiał bajkową wróżkę Miełuzinę (syrenkę), grającą na lutni. Na parterze znajdowały się pomieszczenia mieszkalne, kuchnia i spiżarnia. Wewnętrzne schody prowadziły na górne piętro, gdzie mieściła się galeria z ozdobnymi toczonymi balasami, refektarz i pokoje mieszkalne. Sufity pałacyku miały freski. Dom ogrzewano za pomocą pieców holenderskich, ozdobionych białymi i zielonymi płytkami, oraz kominków. Pokoje były wyposażone w meble. Z czasem rezydencja została przebudowana przez zakonników na dom mieszkalny dla księży oraz niewielki kościółek.
Szkoła jezuicka początkowo była drewniana. Pod koniec XVII wieku postawiono szkołę murowaną o dwóch kondygnacjach. W 1799 roku budynek został całkowicie przebudowany w stylu klasycyzmu i przystosowany na mieszkanie wysokich urzędników.
Wieża-dzwonnica, wzniesiona w stylu późnego baroku w 1750 roku przed rezydencją jezuitów, po prawej stronie od kościoła, dopełniła kompozycję zespołu kolegium. Zbudowana została na planie kwadratu, posiadała trzy kondygnacje i zwieńczenie w formie barokowej kopuły. Na górnej kondygnacji został zawieszony zegar. Była bardziej estetyczna, wdzięczna i harmonijna od wież kościelnych. W XIX wieku z wieży zdjęto kopułę. Na początku XX wieku została nadbudowana – dodano jej dwie kondygnacje, jednocześnie zachowano jej styl architektoniczny, przywrócono także kopułę.

## Struktury osobowe
Ograniczenie kapitału po śmierci Hieronima Sanguszki spowodowało zmniejszenie się liczby działających w Mińsku zakonników. W okresie 1656–1682 w Mińsku prowadziło działalność dwóch jezuitów – Łukasz Załuski i Ignacy Bekker. Po zapisach Brzostowskich i Ogińskich ich liczba w 1682 roku zwiększyła się do sześciu, a w 1692 roku – do dwunastu. W okresie 1730–1773 kolegium jezuickie miało piętnastu księży, prowadzących działalność naukowo-wychowawczą i misjonarską. Wśród członków kolegium byli: Antoni Brzostowski, Michał i Karol Koryccy, Józef Baka oraz rektor Rudolf Rudomina. W okresie 1656–1714 jezuici w Mińsku mieli kolejno piętnastu superiorów. Gdy rezydencja zakonna otrzymała status kolegium, naczelną funkcję sprawowali rektorzy. W okresie 1714–1773 kolegium posiadało kolejno dwudziestu rektorów. W kolegium zakonnicy utrzymywali trzydziestu ubogich uczniów.
W 1773 roku jezuici opuścili Mińsk i przenieśli się do Połocka, który znalazł się w Imperium Rosyjskim już po pierwszym zaborze, gdzie biskup Stanisław Bohusz Siestrzeńcewicz na polecenie Katarzyny II otworzył dla nich nowicjat. Siedemnastu z nich pozostało w Mińsku w charakterze kapłanów świeckich i wykładała w przekształconym w szkoły podwydziałowe kolegium, administrowanym w okresie 1773–1792 przez Komisję Edukacji Narodowej. Należeli do nich między innymi Korycki, Przetocki, Ławrynowicz, Brzozowski, Olendzki oraz rektor Tadeusz Obrąpalski.
W otworzonej przy kolegium w połowie XVIII wieku aptece pracowali infirmarze (opiekuni gabinetu lekarskiego) oraz aptekarze. W latach 1737–1738 na stanowisku aptekarza był zatrudniony Jerzy Lessig, w latach 1756-1757 – Adam Kitz.
W 1715 roku przy nowo wybudowanym kościele rozpoczęło działalność bractwo św. Barbary, w 1732 roku – Bractwo Dobrej Śmierci, w 1772 roku – Bractwo Opatrzności Bożej. Działało bractwo Najświętszej Panny, które wspólnie ze stowarzyszeniem młodzieży szkolnej opiekowało się kaplicą Świętej Trójcy.

## Działalność edukacyjna
Początkowo zajęcia edukacyjne jezuici prowadzili w dostosowanej do tego celu kaplicy, ulokowanej w pałacyku Hegera. Brali także udział w działalności parafii św. Piotra i Pawła. Swoje kazania duszpasterze jezuiccy głosili w językach polskim, litewskim oraz – w cerkwi św. Piotra i Pawła – ruskim. Przy nowo wzniesionym kościele powołano Kongregację studencką, która między innymi opiekowała kaplicą Świętej Trójcy. Zakonnicy prowadzili misje poza miastem: w Błoniach, Głuszynie, Illiczanach, Niżycach oraz Radoszkowicach. Organizowano także misje wędrowne. Dla ubogich uczniów od 1685 roku funkcjonowała bursa.
Od 1672 roku w szkole wykładano gramatykę. W 1679 roku do programu wprowadzono poetykę i retorykę. W latach 1729– 1770 organizowano roczny kurs filozofii dla studentów świeckich. Przerwę zrobiono w latach 1731–1732, gdy zastąpiono kurs filozofii kursem teologii moralnej. W latach 1748–1749 dla kleryków istniały studia filozoficzne. Ostatnia probacja dla jezuitów nastąpiła w latach 1765–1766.
Do dyspozycji studentów i wykładowców była biblioteka, licząca w 1710 roku około 200 woluminów. Jej zbiory powiększano dzięki zakupom. Po kasacie zakonu zarządzanie biblioteką przejęła Komisja Edukacji Narodowej.